# Incertovenator
Incertovenator — це вимерлий рід архозавроподібних рептилій, імовірно архозаврів, спорідненість яких невідома. Його нестійке положення є результатом володіння низкою особливостей, виявлених як у авеметатарзаврів пташиної лінії, так і у псевдозухів крокодилів. Тип і єдиний відомий вид — I. longicollum, який відомий за єдиним зразком, виявленим у пізньому тріасі (карнійського віку) у формації Іскігуаласто в Аргентині. Incertovenator відомий майже повністю своїм хребетним стовпом. Це вказує на те, що він мав відносно довгу шию, що призвело до його невизначеної класифікації через конвергентну еволюцію подовжених шийних хребців як у авеметатарзаврів, так і в псевдозухіальних архозаврів.